# Adrianópolis (Manaus)
Adrianópolis é um bairro do município brasileiro de Manaus, capital do estado do Amazonas. Localiza-se na Zona Centro-Sul. Seu Índice de Desenvolvimento Humano (IDH) em 2000 era 0,943, semelhante ao da Noruega. Seu antigo nome era Vila Municipal, por suas origens relacionadas a pequenas vilas. De acordo com pesquisas relacionadas à qualidade de vida nos bairros da cidade, o bairro é apontado como um dos melhores da capital amazonense.
De acordo com o censo do Instituto Brasileiro de Geografia e Estatística (IBGE), sua população era de 8 847 habitantes em 2010. Em 2017 sua população foi estimada em 10 459 habitantes.

## Topônimo
"Adrianópolis" é um termo oriundo da língua grega: significa "cidade de Adriano", através da junção das palavras "Adriano" e pólis (cidade).
Adrianópolis recebeu seu atual nome somente na década de 1920, originário do renomado médico Adriano Jorge, que possuía residência fixa na área desse bairro. 

## História
Surgiu a partir de vilas construídas por operários que trabalhavam no Centro da cidade. Possuía uma área extremamente verde e arborizada pelo conjunto de sítios e chácaras.
O bairro traz, em suas lembranças, a velha estação de bondes, onde hoje é a Praça Nossa Senhora de Nazaré; e o Instituto Batista Ida Nelson, onde antes funcionara uma estação de rádio americana.
Integram o bairro: os loteamentos Vila Municipal Operária e Vila Americana; os conjuntos Ica Maceió (parcialmente), Ica Paraíba, Abílio Nery, Chagas Aguiar, Celetramazon, Vila Municipal, Parque Adrianópolis e Jardim Espanha II; Não esquecendo dos muitos condomínios situados no bairro.

## Presente
É possível voltar ao tempo das antigas chácaras, ao trafegar pela Rua Recife, sua principal avenida de acesso e observar às imensas castanheiras e árvores frutíferas que ainda existem no bairro. Porém, grande parte dessa área verde deu lugar ao maior shopping center da cidade da região norte do Brasil: o Manauara Shopping, inaugurado em 2009. O bairro atualmente encontra-se em um tímido processo de verticalização, predominando edifícios de arquitetura simples, grande área construída horizontal devido a limitação de altura do gabarito municipal e apartamentos de pequenas áreas privativas, sendo bastante raro os tipos 1 ou 2 apartamentos por andar. 
No bairro, existem, também, o clube de esporte Nacional, onde funciona sua sede; o Castelinho, casa de arquitetura peculiar; a Praça Chile e suas árvores centenárias, entre outras belezas que o bairro fornece.

## Transportes
Adrianópolis é servido pela empresa de ônibus Expresso Coroado.